# Moritz Röbbecke

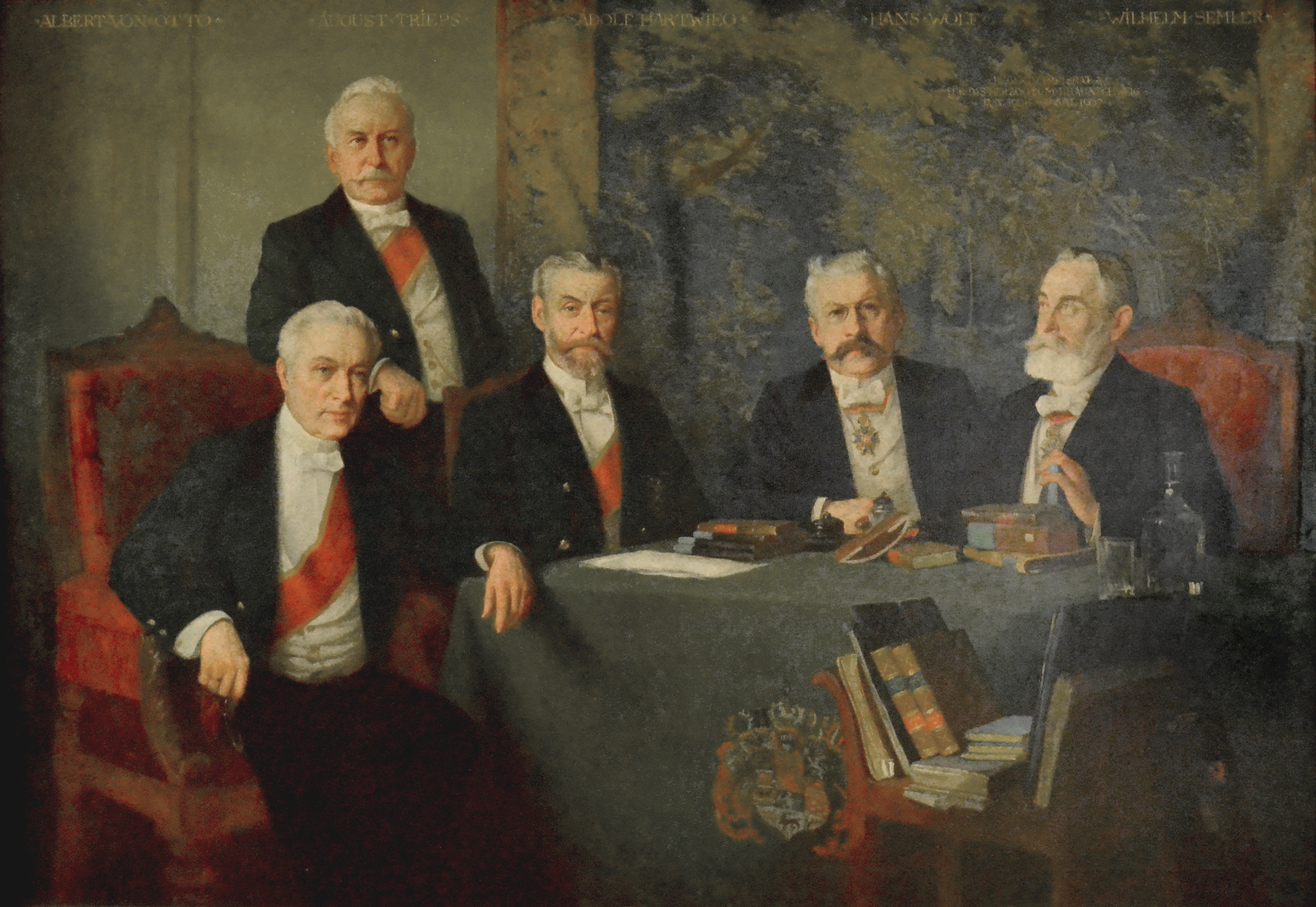
Mitglieder des Regentschaftsrates des Herzogtums Braunschweig (1909)

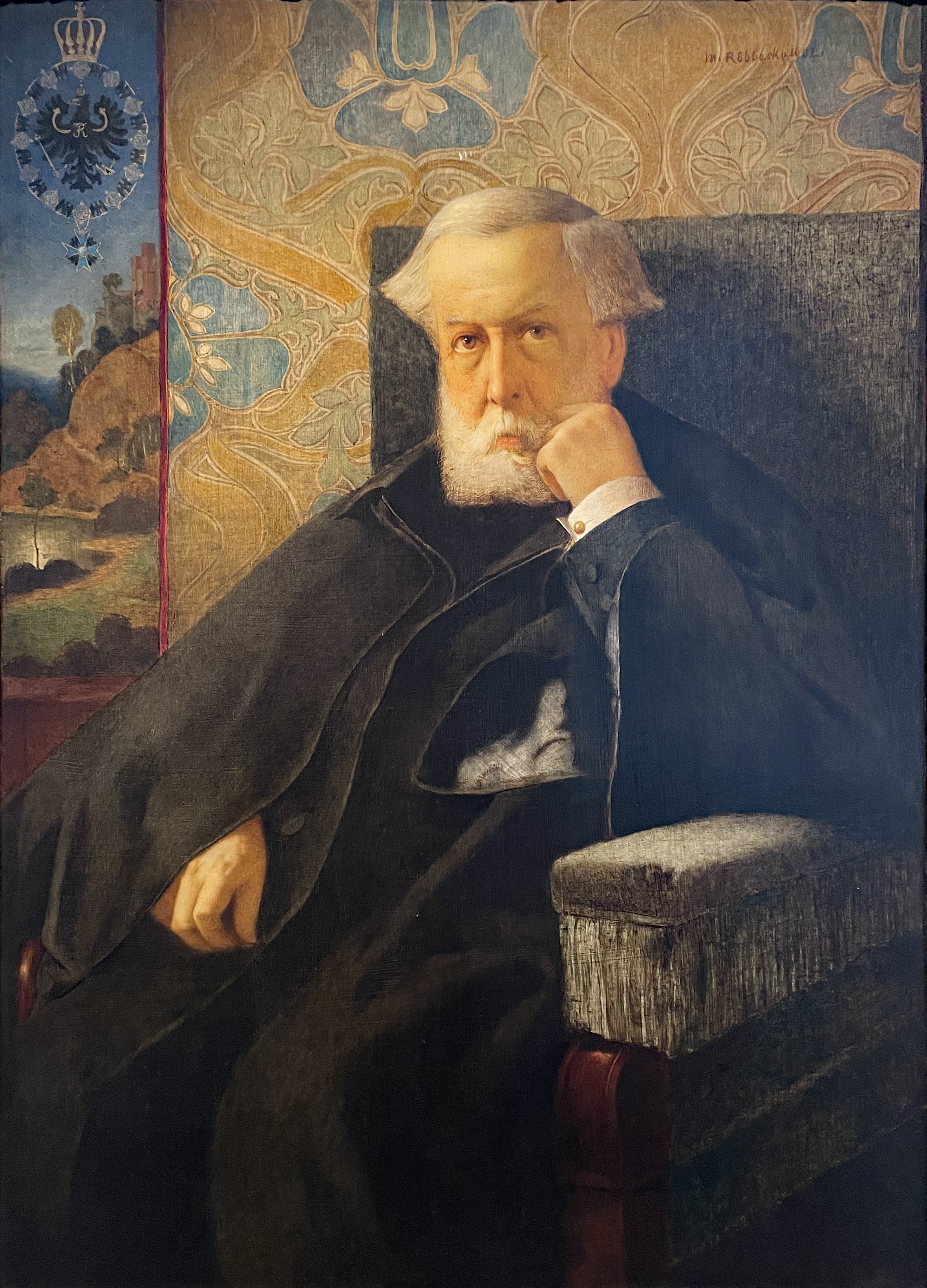
Georg Prinz von Preußen (1902) im Stadtmuseum Düsseldorf

Moritz Friedrich Röbbecke (* 13. Januar 1857 in Meerane; † 29. April 1916 in Dresden) war ein deutscher Maler und Kopist.

## Leben
Röbbecke wurde als viertes Kind des Kaufmanns Friedrich Theodor Röbbecke und dessen Frau Hedwig geboren. Er begann mit 14 Jahren seine Lehre bei einer lithografischen Kunstanstalt in Leipzig und besuchte Abendkurse in einer Kunstgewerbeschule. Danach arbeitete er als Lithograf in Dresden. Ab dem 12. Oktober 1877 studierte Röbbecke Malerei an der Königlichen Akademie der Künste in München und wurde 1882 Meisterschüler von Gabriel von Max.
Ab 1894 kopierte er im Auftrage des Prinzen Georg von Preußen etwa 25 Meisterwerke von Rembrandt van Rijn, Tizian, Raffael und Leonardo da Vinci. 1902 malte Röbbecke den Prinz von Preußen in Öl auf Holz.
1905 erhielt Röbbecke auf der Großen Berliner Kunstausstellung eine kleine Goldmedaille für ein Doppelbildnis zweier seiner Künstlerfreunde. Das Bildnis zeigt die Maler Paul Baum und Alexander Schmidt-Michelsen, sowie Röbbecke, der im Hintergrund in einem Spiegel zu sehen ist. Im Dezember 1908 wurde ihm in Berlin der Professorentitel verliehen.
Erkrankt ging er 1914 nach Dresden-Blasewitz, wo er 1916 starb. Röbbecke wurde auf dem Meeraner Friedhof bestattet.